# 裁判所の休日に関する法律
s:裁判所の休日に関する法律
このページはウィキペディア日本語版の外、ウィキメディア財団内外の他のプロジェクトへのソフトリダイレクト（ウィキ間リンクの一種）です。（Template:Softredirect）